# Kazimierz Filleborn
Kazimierz Filleborn (ur. 1853 lub 1855 w Warszawie, zm. 12 marca 1888 tamże) – śpiewak operowy i operetkowy (tenor), dyrektor teatrów prowincjonalnych, organizator ruchu teatralnego.

## Życiorys
Rozpoczął karierę jako chórzysta w zespole Warszawskich Teatrów Rządowych w sez. 1873/1874. Następnie wstąpił do objazdowego zespołu teatralnego Juliana Grabińskiego, z którym związany był przez całe życie, występując w różnych miejscowościach (m.in. Lublinie, Radomiu, Łodzi, Płocku, Włocławku, Suwałkach, Kielcach, Piotrkowie, Łowiczu, Łęczycy i Kaliszu). Występował również w warszawskich teatrach ogródkowych "Tivoli" i "Alkazar". Zyskał dużą popularność na prowincji. Zasłynął m.in. w partiach: Almavivy (Cyrulik sewilski), Maksa (Wolny strzelec), Gennara (Lukrecja Borgia), Piquilla (Perichola), Raula (Życie paryskie) i Henryka (Dzwony kornewilskie). W 1877 w Ciechocinku zorganizował po raz pierwszy własny zespół teatralny (przejmując częściowo zespół Juliana Grabińskiego). W kolejnych latach prowadził zespół występujący na prowincji oraz w warszawskich teatrach ogródkowych: "Arkadia" oraz "Eldorado".

## Rodzina
Był bratem śpiewaka operowego, Daniela Filleborna. W 1876  ożenił się ze śpiewaczką i aktorką Antoniną z Laskowskich. 